# Noi due per sempre/Se mi vuoi ancora bene
Noi due per sempre/Se mi vuoi ancora bene è il terzo singolo di Wess & Dori Ghezzi, pubblicato nel 1973 dalla Durium (catalogo CN A 9336). È il loro primo (ed unico) singolo estratto dall'eponimo album di debutto.

## I brani

### Noi due per sempre
Noi due per sempre, presente sul lato A del disco, è il primo brano della coppia Ghezzi-Johnson ad essere proposto, l'anno dopo, alla quarta puntata di Canzonissima dove si classifica al quarto posto nel girone di musica leggera. Il testo è scritto da Lubiak, mentre la musica è composta da Claudio Cavallaro.

### Se mi vuoi ancora bene
Se mi vuoi ancora bene è la canzone pubblicata sul lato B del disco. Il testo è scritto da Lubiak e Lino Cannizzaro, mentre la musica è composta da Piero Darini e Piero Molinello.

## Tracce
Edizioni musicali Suvini Zerboni, Elettra e Durium.
1. Noi due per sempre (Canzonissima 1974) – 3:38
2. Se mi vuoi ancora bene – 3:28